# 孟遷
孟迁（9世纪？—901年），唐朝末年邢州人。孟察的儿子，孟方立、孟道的弟弟，孟知祥的叔叔。
孟迁素得士心，担任洺州刺史。龙纪元年（889年）五月，太原河东节度使李克用派遣李罕之、李存孝攻打邢州。六月，攻克磁州。邢州将领马溉率兵数万来战，李罕之在琉璃陂生擒马溉。邢洺节度使孟方立饮鸩而死，三军推孟迁为节度留后。出军攻打，孟迁请援于朱全忠。朱全忠当时攻打徐州时溥，没有前来，命王虔裕率领精甲数百人，想要从魏博罗弘信的领地通过，没有被同意，于是夜破河东军围，进入邢州，天明，立汴州旗帜于城上，河东军以为救兵至，于是退军。大顺元年（890年）二月，太原都将安金俊攻围邢州，城中粮尽，邢洺观察使孟迁以邢州、洺州、磁州三州降河东，擒献王虔裕三百人，李克用将孟迁之族迁至太原，以孟迁为汾州刺史，王虔裕被杀。光化二年（899年）九月，李克用表汾州刺史孟迁为潞州节度使。光化三年（900年）七月，唐昭宗以昭义节度留后、光禄大夫、检校司空、上柱国孟迁为检校司徒，兼潞州大都府长史，充昭义节度副大使、知节度事、潞磁邢洺等州观察处置使，仍封平昌县男，食邑三百户。天复元年（901年）四月，汴州军大举攻太原，氏叔琮率兵三万由天井关进攻泽潞，节度使孟迁在潞州开门迎降。沁州刺史蔡训也以沁州城降汴，氏叔琮率军抵达石会关。偏将李审建统兵三千在潞州，与孟迁一起投降；作为氏叔琮的向导，攻打太原。闰六月，唐昭宗以河阳节度丁会依前检校司徒，兼潞州大都督府长史、昭义节度等使，接替孟迁；以孟迁检校司徒，为河阳节度使。氏叔琮攻太原不克。还军过潞州，将孟迁带回，朱全忠讨厌他反复无常，将他处死。他的哥哥孟道留在河东，孟道的儿子孟知祥，在二十多年后建立后蜀政权。